# Miner Willy
Miner Willy je hlavním hrdinou série plošinovek pro ZX Spectrum, MSX, Amstrad CPC a domácí počítače Commodore 64. První dvě hry – Manic Miner a Jet Set Willy – napsal Matthew Smith na počátku 80. let.
Sága o Willym byla zamýšlena jako trilogie a v plánu byla i třetí hra ze série, Miner Willy Meets The Taxman.
Série začala v roce 1983 vydáním hry Manic Miner a o rok později na ni navázaly hry Jet Set Willy a Jet Set Willy II. Další hra ze série, The Perils of Willy, byla vydána výhradně pro VIC-20. Andre's Night Off byla publikována jako strojopis v červnovém čísle časopisu Computer & Video Games z roku 1984. Kromě toho bylo vydáno poměrně dost neoficiálních pokračování, remaků a aktualizací.

## Herní série
- Manic Miner (1983), Bug-Byte / Software Projects
- Jet Set Willy (1984), Software Projects
- The Perils of Willy (1984), Software Projects
- Andre's Night Off (1984), Matthew Smith
- Jet Set Willy II (1985), Software Projects